# Űrszondák listája
Fontosabb űrszondák, programok listája célégitest szerint

## Naprendszerkutatási programok
az ország és a kezdés éve
- Horizon 2000 – Európa, 1985
- Discovery-program – USA, 1992
- New Millennium-program – USA, 1994
- Mars Surveyor – USA, 1994
- Horizon 2000 Plus – Európa, 1995
- Mars Exploration Program – USA, 2000
- Cosmic Vision – Európa
- Scout-program – USA
- Aurora-program – Európa, 2002
- Prometheus-program – USA
- New Frontiers – USA

## Nap
- Pioneer-program – keringő egységek (USA, 1958-1973)
- Helios-program – keringő egységek (Európa, 1974-1976)
- Ulysses űrszonda – keringő egység (Európa, 1990)
- SOHO – L1 pont (USA, Európa, 1995)
- Genesis űrszonda – anyagminta visszahozó küldetés (USA, 2001)
- STEREO – keringő egység (USA, 2006)
- Parker Solar Probe (USA, 2018)

### Tervezett szondák
- Solar Dynamics Observatory
- PICARD
- Solar Sentinels
- Solar Orbiter – keringő egység (Európa, 2015)

## Merkúr
- Mariner-program – megközelítés és keringő egységek (USA, 1962-1973)
  - Mariner–10 – a Merkúr első megközelítése (USA, 1973)
- MESSENGER – keringő egység (USA, 2004)
- BepiColombo – keringő egységek (Merkúr, 2013)

## Vénusz
- Venyera-program – keringő és leszállóegységek (Szovjetunió, 1961-1983)
- Mariner-program – megközelítés és keringő egységek (USA, 1962-1973)
- Zond-program – megközelítés (Szovjetunió, 1964)
- Pioneer Venus-program – keringő egység, légköri szondák (USA, 1978)
  - Pioneer Venus Orbiter
  - Pioneer Venus Multiprobe
- Vega-program – keringő és leszállóegységek, üstökös megközelítés (Szovjetunió, 1984)
- Magellan űrszonda – keringő egység (USA, 1989)
- Venus Express – keringő egység (Európa, 2005)
- Planet-C – keringő egység (Japán, 2010)

## Hold
- Luna-program – keringő és leszállóegységek, anyagminta visszahozó küldetések (Szovjetunió, 1959-1976)
- Ranger-program – becsapódó szondák (USA, 1961-1965)
- Zond-program – személyzet nélküli űrhajók (Szovjetunió, 1964-1970)
- Surveyor-program – leszállóegységek (USA, 1966-1968)
- Lunar Orbiter-program – keringő egységek (USA, 1966-1967)
- Lunohod-program – holdautók (Szovjetunió, 1970-1973)
- Hiten és Hagoromo (Muses-A) – keringő egység és becsapódó szonda (Japán, 1990)
- Clementine – keringő egység (USA, 1994)
- AsiaSat-3 – távközlési hold (Kína, 1997)
- Lunar Prospector – keringő egység (USA, 1998)
- SMART–1 – keringő egység, technológiai küldetés (Európa, 2003)
- Lunar A – keringő egység, penetrátorok (Japán, 2005)
- SELENE – keringő egység (Japán, 2005)
- Csang-o–1 – keringő egység (Kína, 2006)
- Csandrajáan–1 – keringő egység (India, 2008)
- Lunar Reconnaissance Orbiter – keringő egység (USA, 2008)
- LCROSS – becsapódó szonda, a LRO-val együtt indul (USA, 2008)
- Lunar Giant Basin Sample Return – anyagminta visszahozó küldetés (USA, 2009)
- GRAIL – keringő egység (USA, 2011)
- Csang-o–2 – keringő egység (Kína, 2012)
- Lunar Atmosphere and Dust Environment Explorer – keringő egység (USA, 2013)
- Csang-o–3 – leszállóegység és holdautó (Kína, 2013)
- Csang-o–4 – leszállóegység és holdautó (Kína, 2018)
- Csandrajáan–2 – keringő és leszállóegység, holdautó (India, 2019)

### Tervezett szondák
- Csang-o–5 – leszállóegység (Kína)

## Mars
- Mariner-program – megközelítés és keringő egységek (USA, 1962-1973)
- Zond-program – személyzet nélküli űrhajók (Szovjetunió, 1964-1970)
- Marsz-program – keringő és leszállóegységek (Szovjetunió, 1962-1996)
- Viking-program – keringő és leszállóegységek (USA, 1975)
- Fobosz-program – keringő és leszállóegységek (Fobosz hold) (Szovjetunió, 1988)
- Mars Observer – keringő egység (USA, 1992)
- Mars Global Surveyor – keringő egység (USA, 1996)
- Mars Pathfinder – leszállóegység, Sojourner marsautó (USA, 1996)
- Mars Climate Orbiter – keringő egység (USA, 1998)
- Nozomi (Planet-B) – keringő egység (Japán, 1998)
- Mars Polar Lander – leszállóegység (USA, 1999)
- Deep Space–2 – penetrátorok (USA, 1999)
- Mars Odyssey – keringő egység (USA, 2001)
- Mars Express – keringő egység, Beagle 2 leszállóegység (Európa, 2003)
- Mars Exploration Rover – Spirit (MER-A) és Opportunity (MER-B) marsautók (USA, 2003)
- Mars Reconnaissance Orbiter – keringő egység (USA, 2005)
- Phoenix űrszonda – leszállóegység (USA, 2007)
- Mars Science Laboratory – marsautó (USA, 2009)
- ExoMars – marsautó (Európa, 2009)
- Fobosz-Grunt – anyagminta visszahozó küldetés a Fobosz holdhoz (Oroszország, 2009)
- Mars Telecommunications Orbiter – adatközvetítő hold (USA, 2009)
- Mars Science Laboratory – leszállóegység, marsjáró (USA, 2011)
- Mars Orbiter Mission – keringő egység (India, 2013)
- Mars Sample Return – anyagminta visszahozó küldetés (USA, 2014)
- Mars Gravity Biosatellite – keringő egység (USA)
- InSight – leszállóegység (USA, 2018)
- Mars 2020 - leszállóegység

## Kisbolygók
- NEAR Shoemaker – keringő egység (USA, 1996)
- Deep Space–1 – kisbolygó és üstökös megközelítés, technológiai küldetés (USA, 1998)
- Hayabusa (Muses-C) – anyagminta visszahozó küldetés (Japán, 2003)
- Dawn – keringő egység (USA, 2006)

## Jupiter
- Pioneer-program – megközelítés, Pioneer-10, Pioneer-11 (USA, 1958-1973)
- Voyager-program – megközelítés (USA, 1977)
- Galileo űrszonda – keringő egység, légköri szonda (USA, 1989)
- Ulysses űrszonda – megközelítés (Európa, 1990)
- Cassini–Huygens – megközelítés (USA, Európa, 1997)
- New Horizons – megközelítés (USA, 2006)
- Juno – keringő egység (USA, 2011)

## Szaturnusz
- Pioneer-program – megközelítés (USA, 1958-1973)
- Voyager-program – megközelítés (USA, 1977)
- Cassini–Huygens – keringő és leszállóegység (Titán) (USA, Európa, 1997)
- Huygens – leszállóegység (Európa, 1997)

## Uránusz
- Voyager-program – megközelítés (USA, 1977)

## Neptunusz
- Voyager-program – megközelítés (USA, 1977)
- Neptune Orbiter – keringő egység (USA, 2017)

## Pluto
- New Horizons – keringő egység (USA, 2006)

## Üstökösök
- International Cometary Explorer (ICE) – megközelítés (USA, 1978)
- Vega-program – üstökös megközelítés (Szovjetunió, 1984)
- Giotto – üstökös megközelítés (Európa, 1986)
- Sakigake – üstökös megközelítés (Japán, 1986)
- Suisei – üstökös megközelítés (Japán, 1986)
- Deep Space–1 – kisbolygó és üstökös megközelítés, technológiai küldetés (USA, 1998)
- Stardust – anyagminta visszahozó küldetés (USA, 1999)
- CONTOUR – üstökös megközelítés (USA, 2002)
- Rosetta – keringő és leszállóegység (Európa, 2003)
- Deep Impact – keringő és becsapódó egység (USA, 2005)